# Sanaag

Umístění Sanaagu v Somalilandu

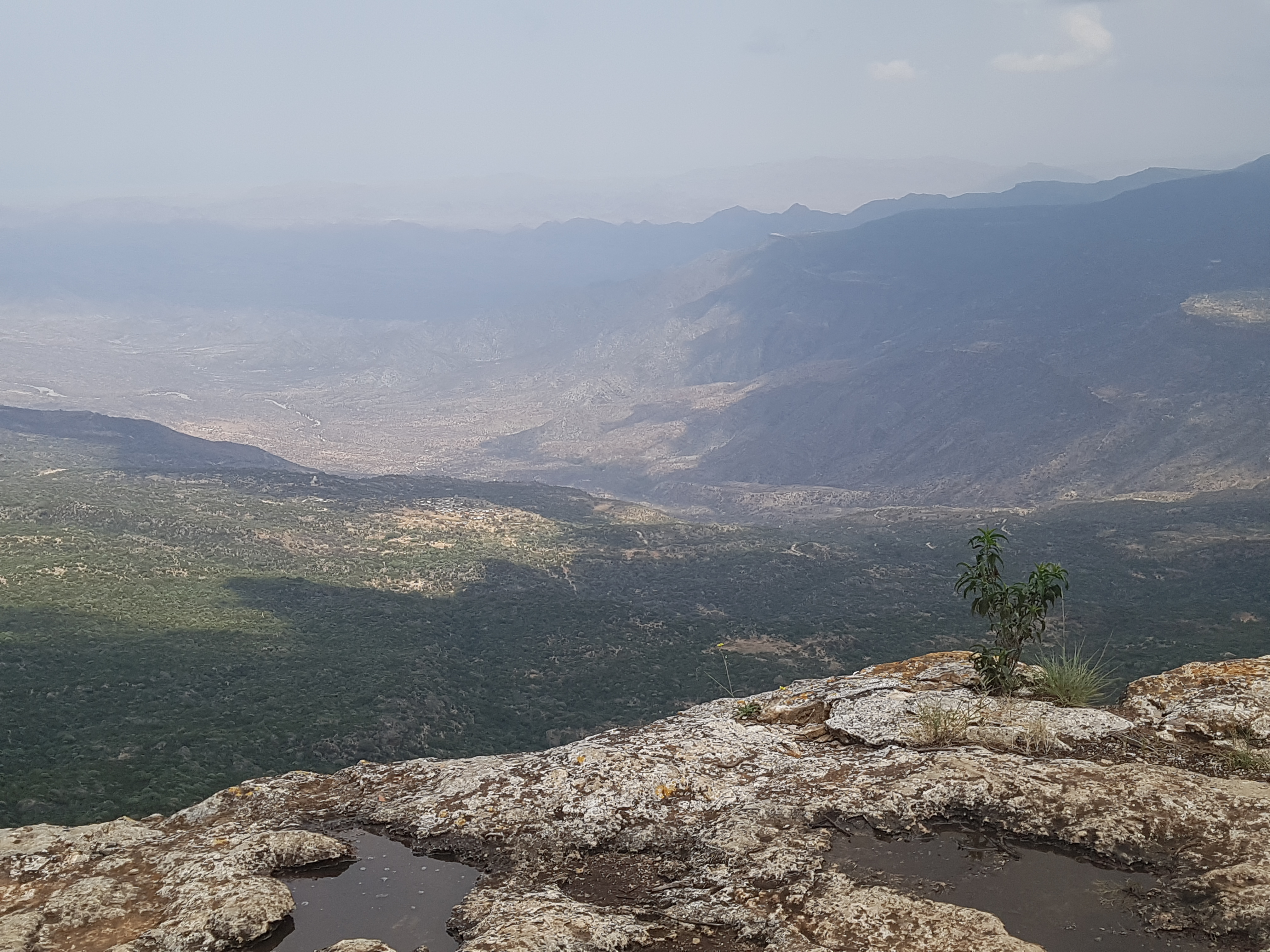
Sanaag

Sanaag je region v severním Somálsku. Zároveň si na území Sanaagu činí nároky autonomní Somaliland, Puntland a Maakhir. Býval to největší region Britského Somalilandu. Hlavní město je Erigavo (Ceerigaabo). Sanaag má dlouhé pobřeží podél zálivu Aden a je ohraničený na somálskými regiony Woqooyi Galbeed, Togdheer, Sool a Bari.
Nejdůležitějšími městy jsou Erigavo, Badhan, Las Khorey, Dhahar, Ceel Afweyn, Huluul, Fadhi-gaab Hadaaftimo, Mindigale, Xingalool, Yubbe City, Buraan, Damala Xagare, Maydh, Ceelbuh, Gar Adag, Hadaaftimo, Kaladhacda, Laas-doomaare a Awrboogays.

## Životní prostředí
Sucha v regionu na počátku 21. století způsobila 80% nebo vyšší ztrátu stavů dobytka, i když dvě dobré deštivé sezony v letech 2004-2005 pomohly oblast obnovit. Během více než 15leté analýzy, od 1988-2003, došlo k 52% úbytku lesů, 40% úbytek pastvin a 370% nárůstu holé země. Půdní eroze způsobená počasím a lidskou činností a kácení lesů za účelem výroby dřevěného uhlí a používání pohonných hmot jsou problémy vedoucí k poškozování zdejšího životního prostředí.

## Územní spory

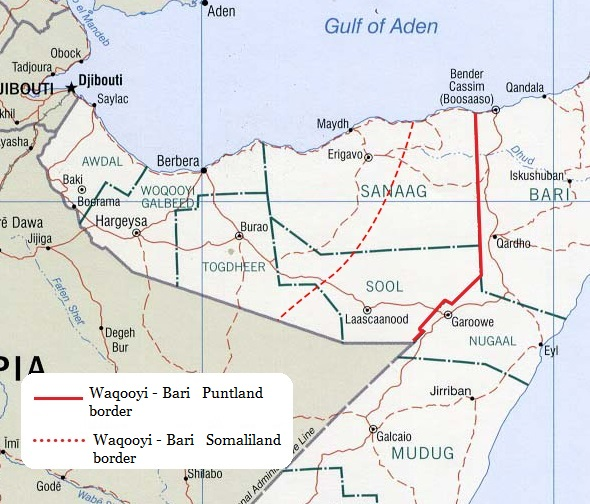
Hraniční spor Somalilandu s Puntlandem. 1. července 2007, část sporného území vyhlásila stát Maakhir

Na území Sanaagu si činí nároky dvě mezinárodně neuznané republiky, Somaliland a Puntland, stejně tak je dle přechodné federální vlády součástí Somálské republiky. Spor vznikl v roce 1998, kdy Puntland prohlásil Sanaag za své území a začlenil ho do své administrativní struktury. Do té doby bylo od roku 1991 toto území nárokováno Somalilandem. Vzhledem k velkému zastoupení klanu Daron, v roce 2003 vstoupili na území regionu ozbrojené jednotky Puntlandu a zabraly ho. Boje mezi těmito dvěma silami vedly ke ztrátám na životech a zajímání vězňů, kteří byli později vyměněni. V souvislosti s tím se Puntland v roce 2005 snažil prodat těžební práva zahraničním investorům na územích Soolu a Sanaagu.
Spor s federální vládou (TFG) vchází z pasáže nové charty z listopadu 2004. Nicméně toto téma se stalo závažným až s vojenskými úspěchy vlády v 2006-2007 v Somálsku. Tvrzení o suverenitě federální vlády vyvolalo v Somalilandu nepokoje, a to jak pro a proti sloučení s jihem.
V roce 2007 byl na území Sanaagu vyhlášen stát Maakhir, považující se za nezávislý na Somalilandu i Puntlandu.

## Administrativní dělení
Podle federální vlády Somálska před rokem 1991 se Sanaag dělil do 5 okresů:
- Badhan
- Ceel Afwayn
- Erigavo
- Dhahar
- Laasqoray

Dělení dle Puntlandu se Sanaag dělí do 10 okresů s Badhanem jako hlavním městem.
- Hadaaftimo
- Xingalol
- Dhahar
- Buraan
- Xabasha Wacle
- Badhan
- Las Khorey
- Kaladhacda
- Ceelbuh

Správa Somalilandu v roce 2002 rozdělila Sanaag na 10 okresů, hodnocené navíc stupnicí od A po D. Okresy s hodnocením D byly omezeny z důvodu jejich neuzavřených hranic. Z toho důvodu jejich okresní rady nesmí být zvoleny v prvních místních volbách.
- Erigavo (A)
- El-Afweyn (A)
- Badhan (A)
- Lasqoray (A)
- Dhahar (A)
- Gar-adag (C)
- Xingalool (B)
- Ceelbuh (D)
- Buraan (C)
- Hadaaftimo (C)